# Famille Zniber
Cette page explique l’histoire ou répertorie les différents membres de la famille Zniber.
Pour les articles homonymes, voir Zniber.
Zniber (en arabe : زنيبر) est un patronyme porté entre autres au Maroc par plusieurs personnes originaires de Salé. La famille Zniber au Maroc compte historiquement dans ses rangs un certain nombre de lettrés, de cadis et magistrats, de hauts fonctionnaires, d'oumana (intendants des finances et des douanes), de nadir des habous, de pachas, de corsaires et artilleurs, de diplomates, de nationalistes, de résistants et de poètes. Il existe également une branche égyptienne des Zniber établie à Alexandrie depuis la fin du XIXe siècle et descendante de Hajj Ali Zniber.

## Étymologie
« Zniber » serait le diminutif de zounbour qui, en arabe, signifie « guêpe » ou « frelon » selon Mouna Hachim.

## Au Maroc
La famille Zniber est l'une des familles anciennes de Salé, au Maroc, installée dans la ville à partir de la fin du XVe siècle,.
Selon l'historien marocain Mohamed Ibn Ali Doukkali, l'origine de la famille Zniber remonte à bien avant la conquête d'Al-Andalus, à la suite de laquelle elle s'installe à Grenade. À la fin du XVe siècle, elle s'installe à Salé à la suite de la chute du Royaume de Grenade.
Selon l'écrivaine marocaine Mouna Hachim, une partie de la famille se serait établie dans le Pays Ghomara, le plus grand groupe familial s'étant néanmoins établi à Salé, soit depuis Tétouan soit directement depuis Grenade.
Il a aussi pu être noté que :
- au début du XVIIIe siècle, la famille Zniber s'est exilée à Rabat à la suite de la perte de l'un de ses membres, dans le cadre d'une rivalité avec la famille Fennich, puis obtint du sultan le droit de se venger, mais ne l'utilisa pas, ne désirant pas faire périr d'autres Slaouis[6] ;
- En 1851, le Pacha de Salé Mohammed Ben Abdelhadi Zniber résiste au bombardement de la ville par une escadre de Louis-Napoléon Bonaparte ; le Pacha Zniber et son palais sont décrits avec précision par le diplomate Narcisse Cotte dans son livre Le Maroc contemporain (1860) ;
- en 1906, le penseur réformiste et poète soufi Hajj Ali Zniber présente le premier projet constitutionnel du Maroc au Sultan Moulay Abdelaziz ;
- Dans son ouvrage People of Salé (Les Gens de Salé) traitant de la période allant de 1830 à 1930, l'anthropologue américain Kenneth Brown témoigne du prestige dont jouit la famille Zniber à cette époque, faisant d'elle l'une des familles les plus puissantes de Salé avec les familles Aouad, Bensaid puis Sbihi.
- D'après Robert Chastel, à l'époque du Sultan Moulay Hassan la famille Zniber comptait parmi les plus grandes fortunes de Salé avec les Sabounji, Hassar et Bouchentouf[7].
- Dans les années 1920, elle était estimée comme la famille salétine la plus nombreuse, avec environ 300 membres tous sexes et âges confondus[6].

Dès la première heure, plusieurs de ses membres furent des nationalistes menant une lutte contre la politique coloniale du protectorat français au Maroc. Par exemple :
- En 1930, la promulgation du dahir berbère suscita une vague de mécontentement et la rédaction de plusieurs pétitions contre son application ; à Salé, une pétition de protestation contre ledit Dahir rédigée par Abu Bakr Zniber, mufti de Salé et signée par des intellectuels, des fonctionnaires et des commerçants de la délégation salétine: Ahmed Al-Jirari (ou Jariri), Ahmed Hajji (le père de Saïd Hajji) et Ahmed Sabounji[8]. Plusieurs autres Znabra (pl. de Zniber) figurent comme signataires: Abbas Ben Mohammed Zniber, Abdelmajid Ben Mohammed Zniber, Ahmed Zniber, Boubker Ben Tahar Zniber, Larbi ben Boubker Zniber, Mohammed Ben Abdelhadi Zniber et Omar Ben Ahmed Zniber[9].
- En 1944, Tahar Zniber (fils du mufti Abu Bakr Zniber), qui avait rejoint la cellule clandestine dite « Taïfa »[10] quelques années auparavant, fit partie des signataires du manifeste de l'indépendance du 11 janvier.
- L'ODAT, milice française contre les cellules nationalistes clandestines distribua un tract où figurait une liste de Français (traîtres à ses yeux) et Marocains à abattre mentionnant le Docteur en médecine et médecin-colonel Abderrahmane Zniber (plus tard premier ambassadeur du Maroc en République populaire de Chine), l'historiographe et médecin Delanoë ou encore Mehdi Ben Barka[11].

L'architecte Jean-François Zevaco a réalisé plusieurs villas pour la famille Zniber
Dans son roman Le Morisque, Hassan Aourid nomme l'un de ses personnages : "Cheikh Zniber".
Les archives, documents historiques et manuscrits relatifs à l'histoire de la famille Zniber, outre ceux détenus par ses membres, sont principalement conservés à la Bibliothèque Sbihi de Salé, aux Archives royales et à la Bibliothèque royale Hasaniyya à Rabat, aux Archives du Maroc (fonds Mohammed Ben Abdelhadi Zniber) depuis 2023, à la Bibliothèque nationale et dans une moindre mesure aux Archives diplomatiques de Nantes ainsi qu'à la bibliothèque de la Fondation du Roi Abdul-Aziz Al Saoud à Casablanca.

## Galerie

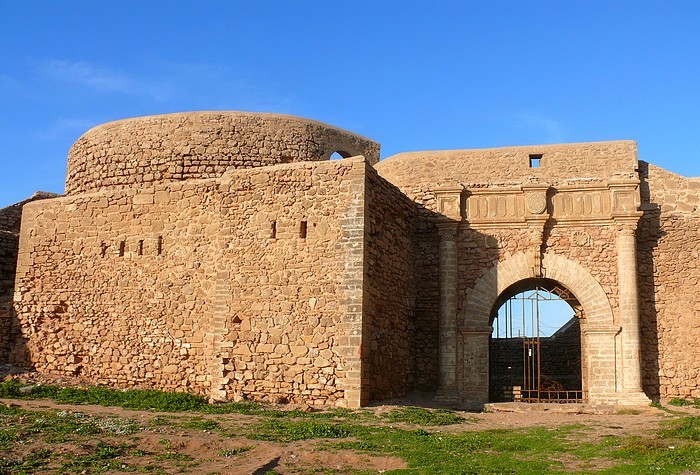
Borj Roukni ou Borj El-Kébir, bastion atlantique fortifié bâti sous le Pacha Mohammed Ben Abdelhadi Zniber I en 1853 à la suite du Bombardement de Salé (1851)
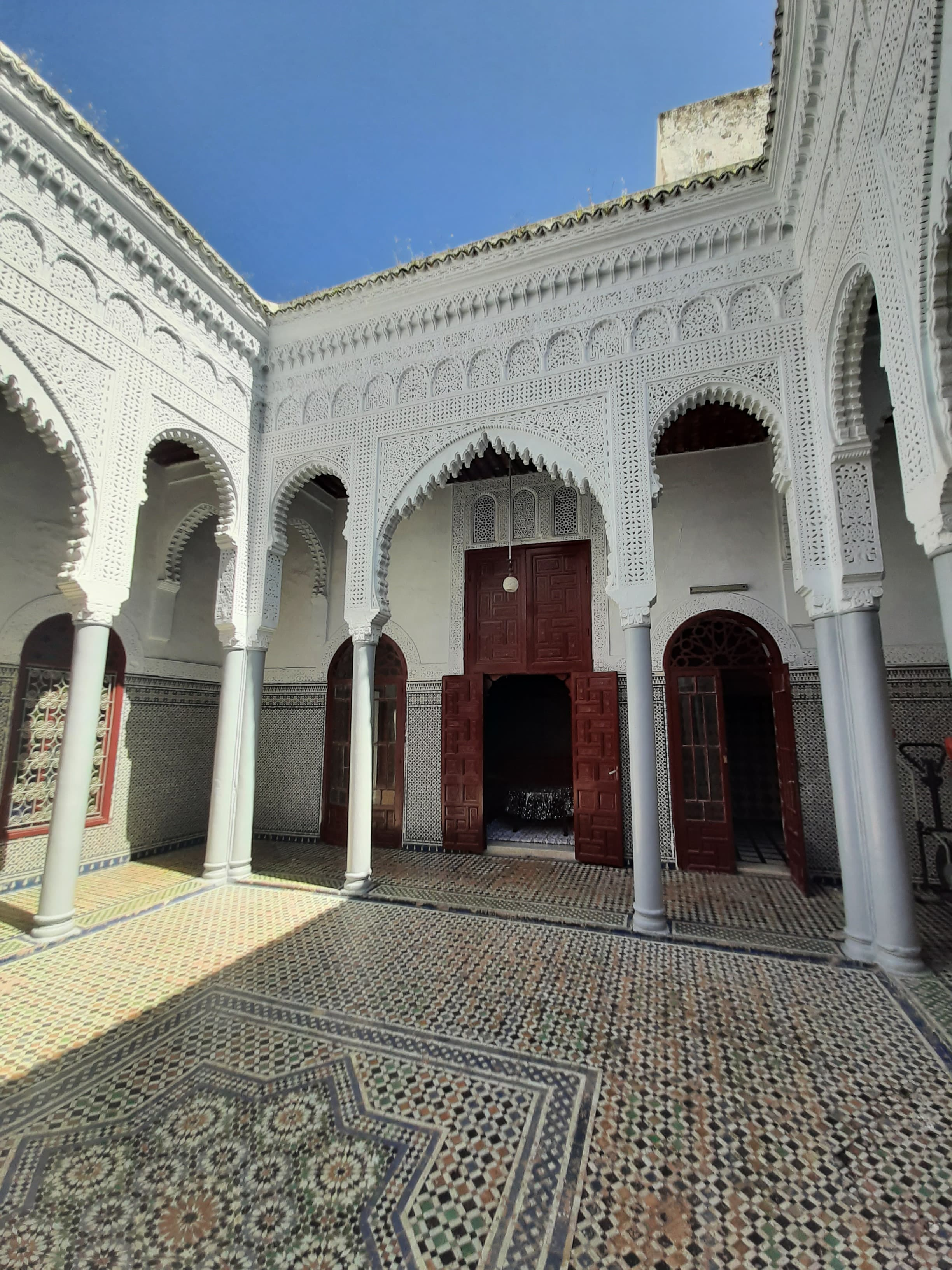
Grande demeure (riad) d'Abdallah Ben Abdelhadi Zniber, frère de Mohammed Ben Abdelhadi Zniber II, sise rue Chellaline à Salé
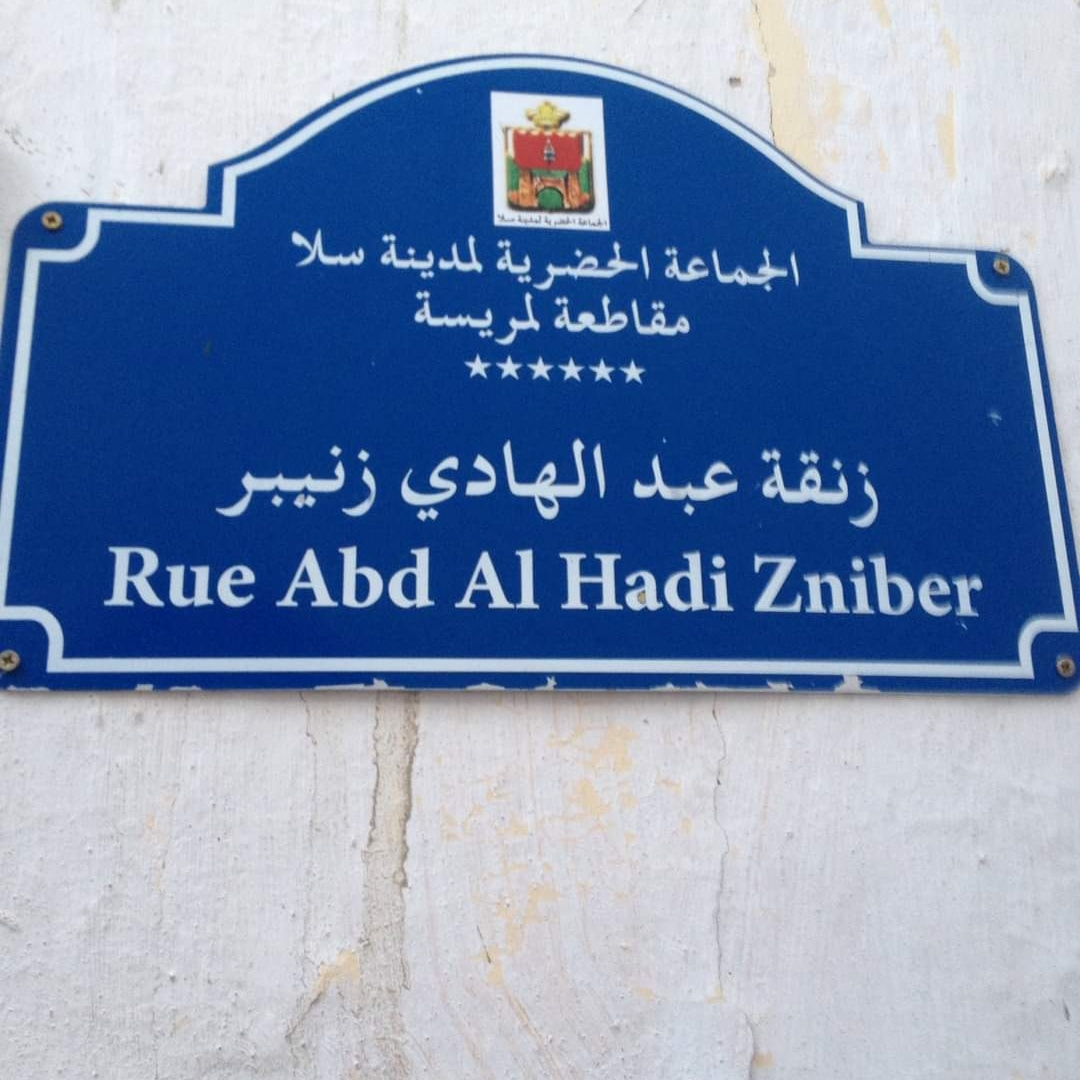
Rue Abdelhadi Zniber II à Salé
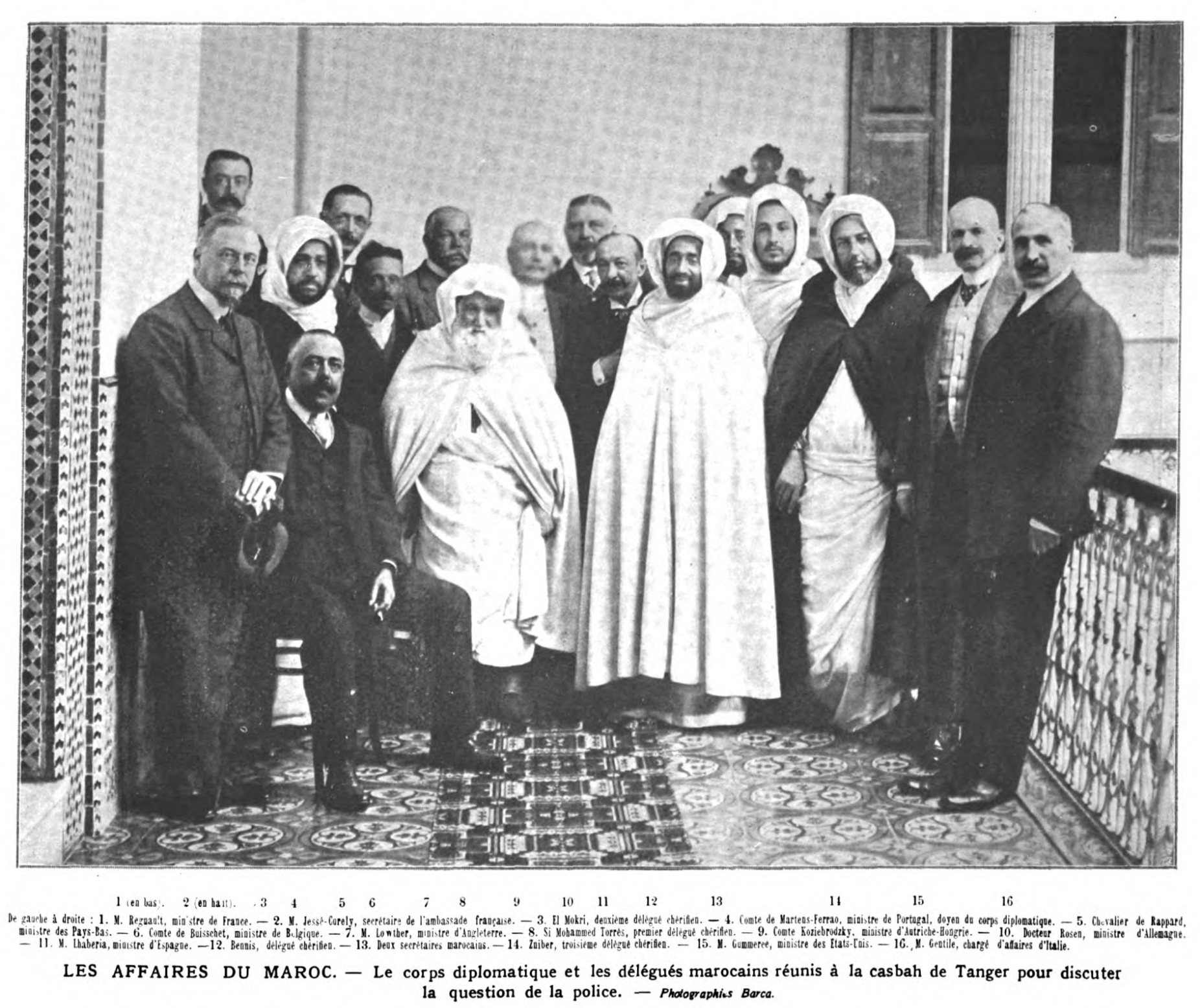
Mohammed Ben Abdelhadi Zniber II (troisième à partir de la droite), délégué chérifien à la conférence internationale sur la police à Tanger en 1907.
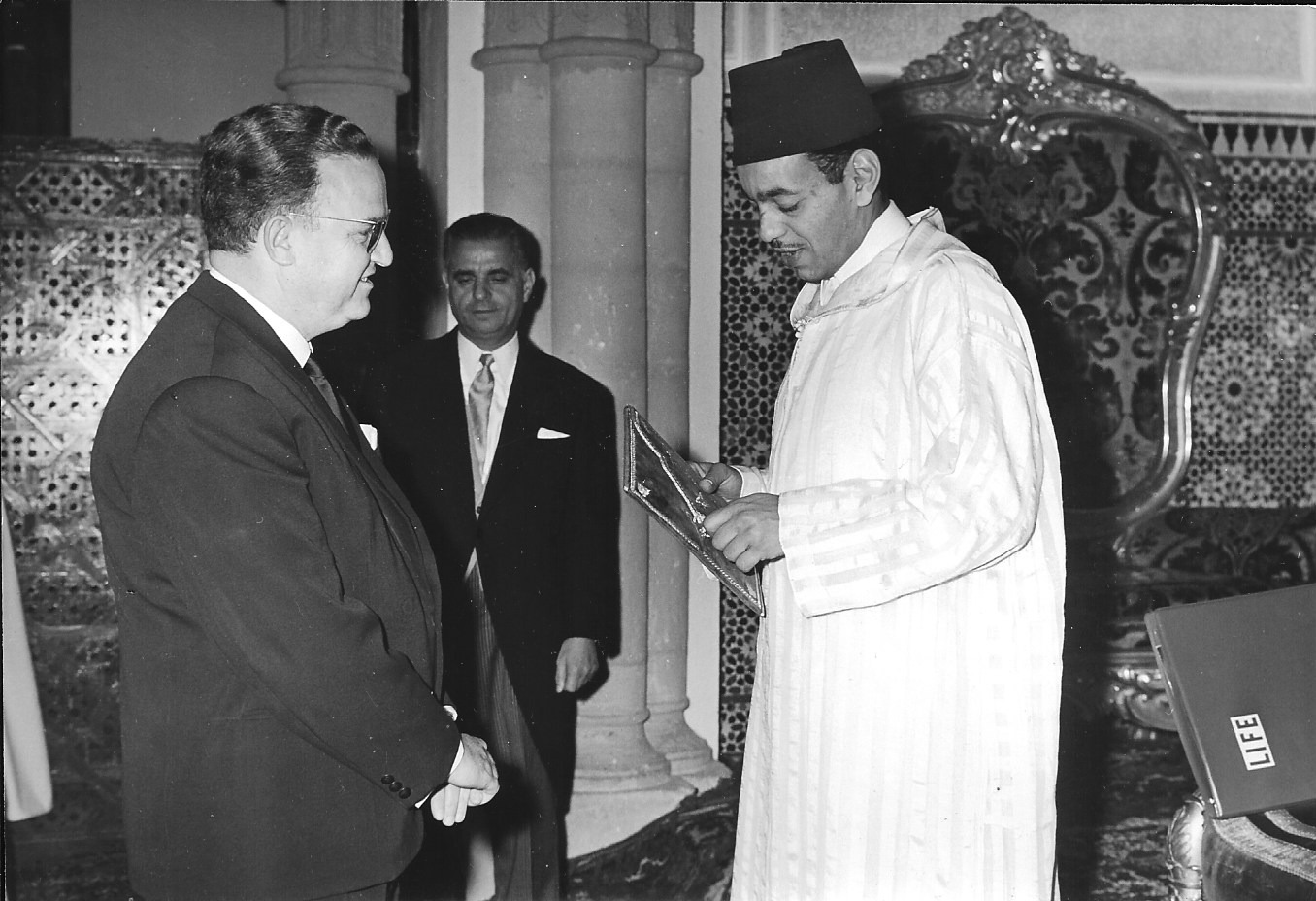
Dr Abderrahmane Zniber premier ambassadeur du Maroc en Chine recevant ses lettres de créance des mains du roi du Maroc Hassan II en 1961.
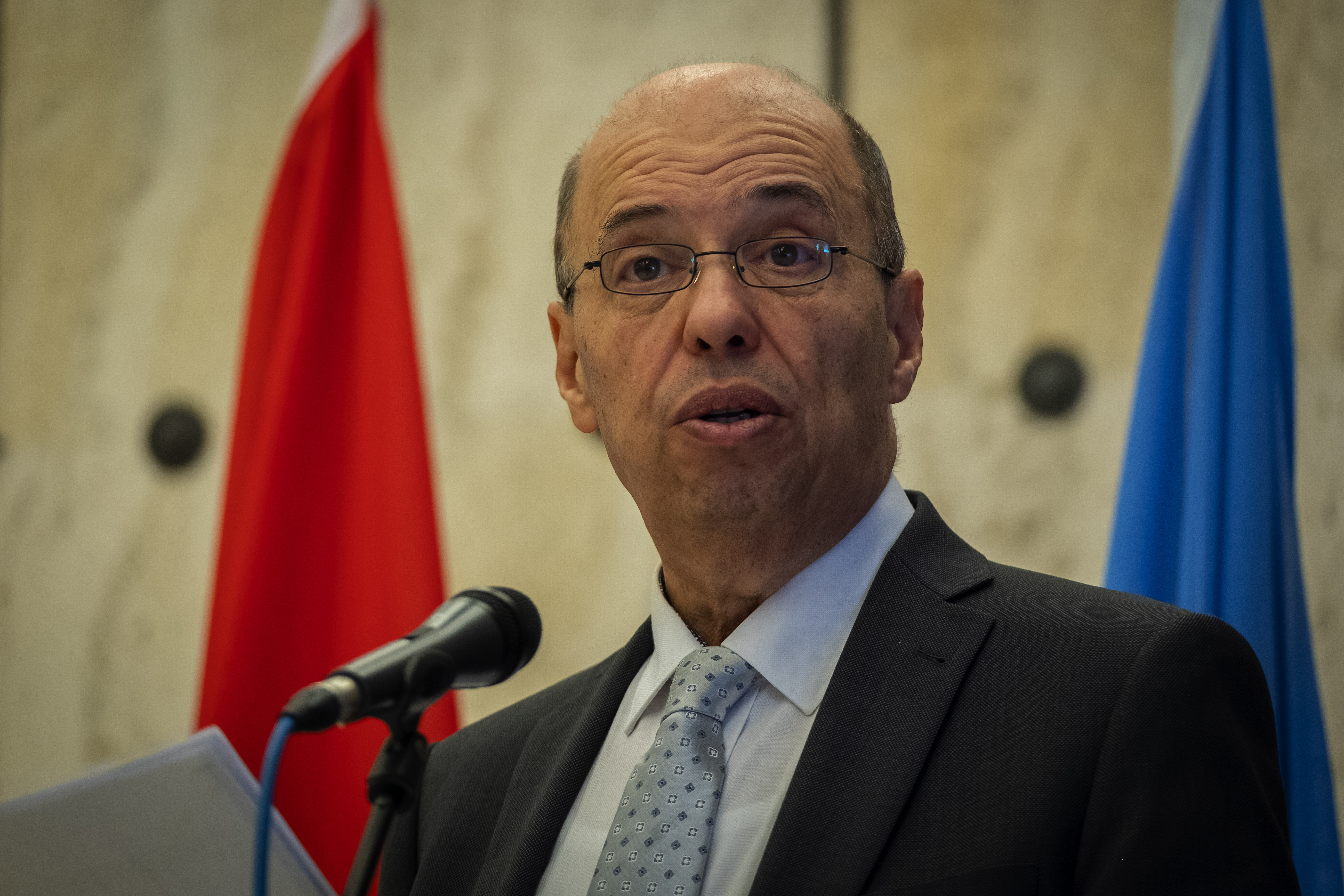
L'ambassadeur Omar Zniber, représentant permanent du royaume du Maroc auprès de l'Office des Nations unies à Genève.
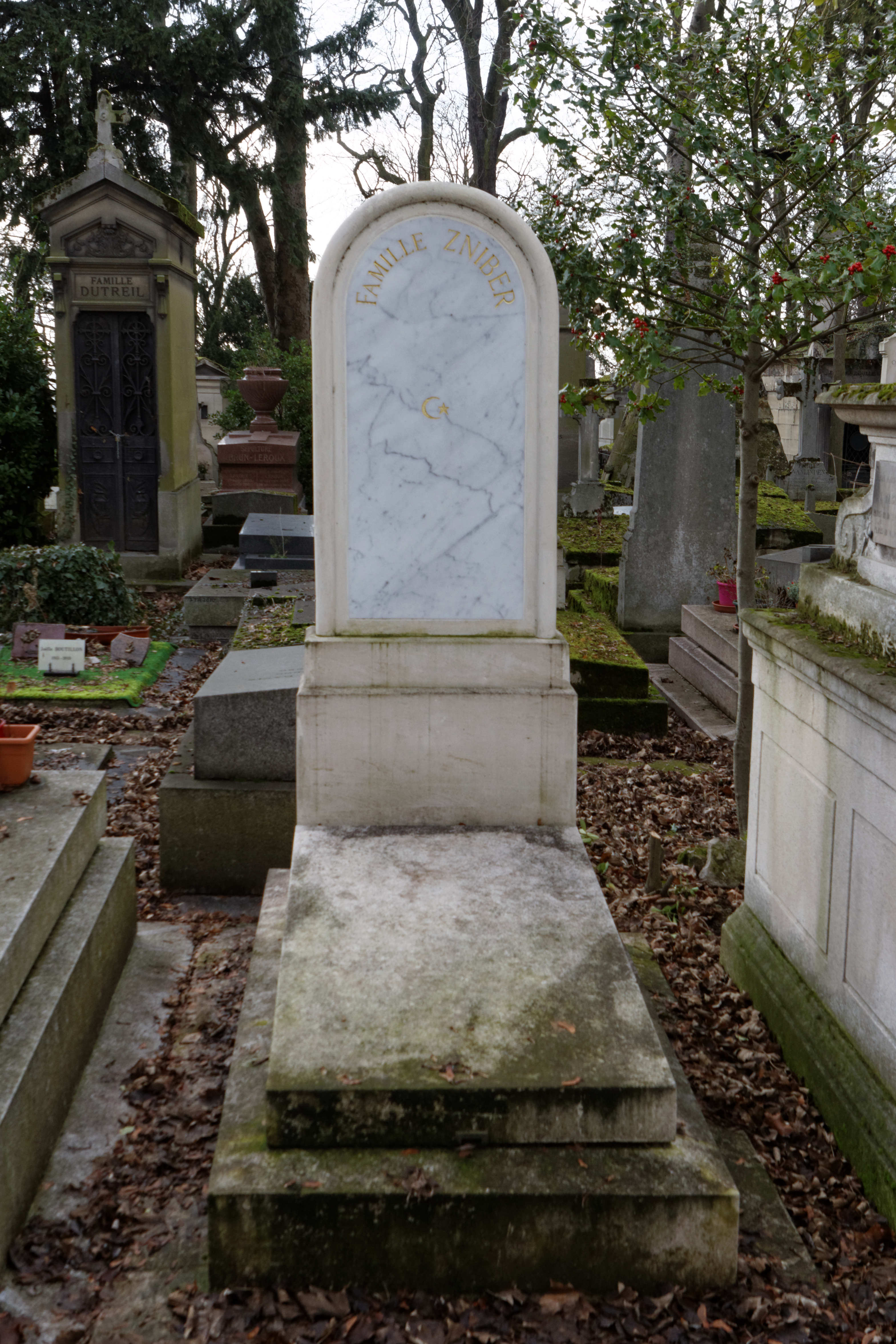
Tombe appartenant à la famille Zniber au cimetière du Père-Lachaise